# Thysanopyga prunicolor
Thysanopyga prunicolor là một loài bướm đêm trong họ Geometridae.